# 恒星間天体
恒星間天体（こうせいかんてんたい、英: Interstellar object）は、星間空間に存在していて、恒星などの天体に重力的に束縛されていない、恒星や亜恒星天体以外の天体である。また、特定の小惑星や彗星（太陽系外彗星を含む）など、恒星間の軌道を持つが一時的に恒星の付近を通過している天体に対しても、この用語が使われる。

## 概要
| 天体名                                                 | 速度                    |
| ------------------------------------------------------ | ----------------------- |
| エレーニン彗星 (太陽から 200 au の 位置にいる際の比較) | 2.96 km/s 0.62 au/年    |
| オウムアムア                                           | 26.33 km/s 5.55 au/年   |
| CNEOS 2014-01-08                                       | 44.8 km/s 9.24 au/年    |
| ATLAS彗星 (3I/ATLAS)                                   | ≈ 58 km/s ≈ 12.23 au/年 |

現在の観測技術では、恒星間天体は一般に太陽系内を通過したもののみが検出可能である。この場合は双曲線軌道を持った天体として識別され、この天体が太陽に重力的に束縛されていないことを示唆する。対照的に重力的に束縛されている天体は、ほとんどの小惑星や彗星、オールトの雲の天体のように、太陽の周りを楕円軌道で運動する。
恒星を公転している天体は、恒星とその天体自身以外の重い天体との相互作用によって放出され、恒星間天体になることがある。このような過程は1980年代前半にボーエル彗星で確認されている。この彗星は元々は太陽に重力的に束縛されていたが、木星の付近を通過して太陽系からの脱出速度に到達するほどに十分に加速された。この木星との遭遇によって軌道は楕円軌道から双曲線軌道に変化し、軌道離心率は1.057と、その時点で知られている中では最も値が大きい天体となった。
恒星間天体であることが史上初めて確認された天体は、2017年に発見されたオウムアムア (1I/ʻOumuamua) である。この天体の軌道離心率は 1.199 であり、ボーエル彗星を上回り、発見された時点では太陽系内のあらゆる天体で観測された中で最も大きな値であった。その後、2019年に2番目の恒星間天体かつ史上初の恒星間彗星としてボリソフ彗星 (2I/Borisov) が発見され、軌道離心率はおよそ 3.3 とオウムアムアをさらに上回る値であることが判明した。
2025年7月1日には、小惑星地球衝突最終警報システム (ATLAS) による観測データ内から、太陽系の外部から飛来したと考えられる新たな天体が発見され、その情報が小惑星センターの地球近傍小惑星確認ページ (NEOCP) のリストに掲載された。この天体は発見直後の暫定的な仮称で A11pl3Z と呼称された。当初は軌道離心率が10前後になるという極めて直線に近い双曲線軌道を描いて太陽系を通過すると予測され、その後にさらに以前に A11pl3Z が検出されていた観測データも併せて軌道が精査されたことで軌道離心率は6前後へ下方修正されたが、それでもボリソフ彗星の約 3.36 を大幅に上回る軌道離心率を持つとみられている。2025年7月2日に正式に観測史上3番目の恒星間天体として認められ、彗星活動も確認されたことから、ATLAS彗星 (3I/ATLAS) と命名された。
最近の研究では、小惑星 (514107) 2015 BZ509 (514107 Kaʻepaokaʻawela) もかつては恒星間天体であり、45億年程前に太陽系に捕獲されたことが示唆されている。これは、この小惑星が木星と似た軌道を取りつつ太陽を逆行していることから予測されたものである。

## 命名
初めての恒星間天体の発見を受けて、国際天文学連合は恒星間天体のための新しい小天体の命名法を提案した。これは彗星の名称と似ており、I と数字を用いるものである。番号の割り振りは小惑星センターが行う。また恒星間天体への暫定的な符号の付与は、状況に応じて C/ (彗星) もしくは A/ (小惑星) の接頭辞を用いる。

## 特性

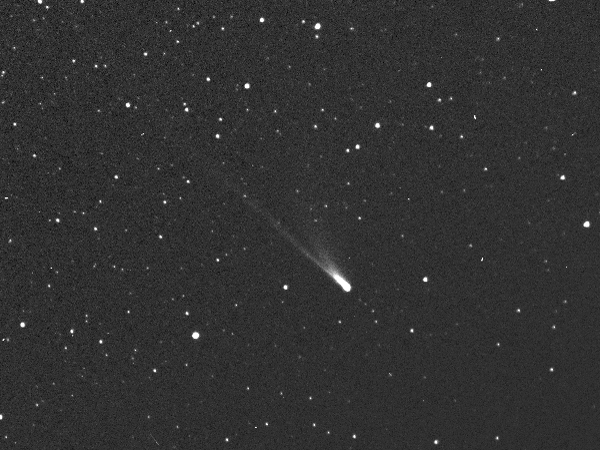
STEREO-A によって観測されたマックホルツ第1彗星 (2007年4月)。

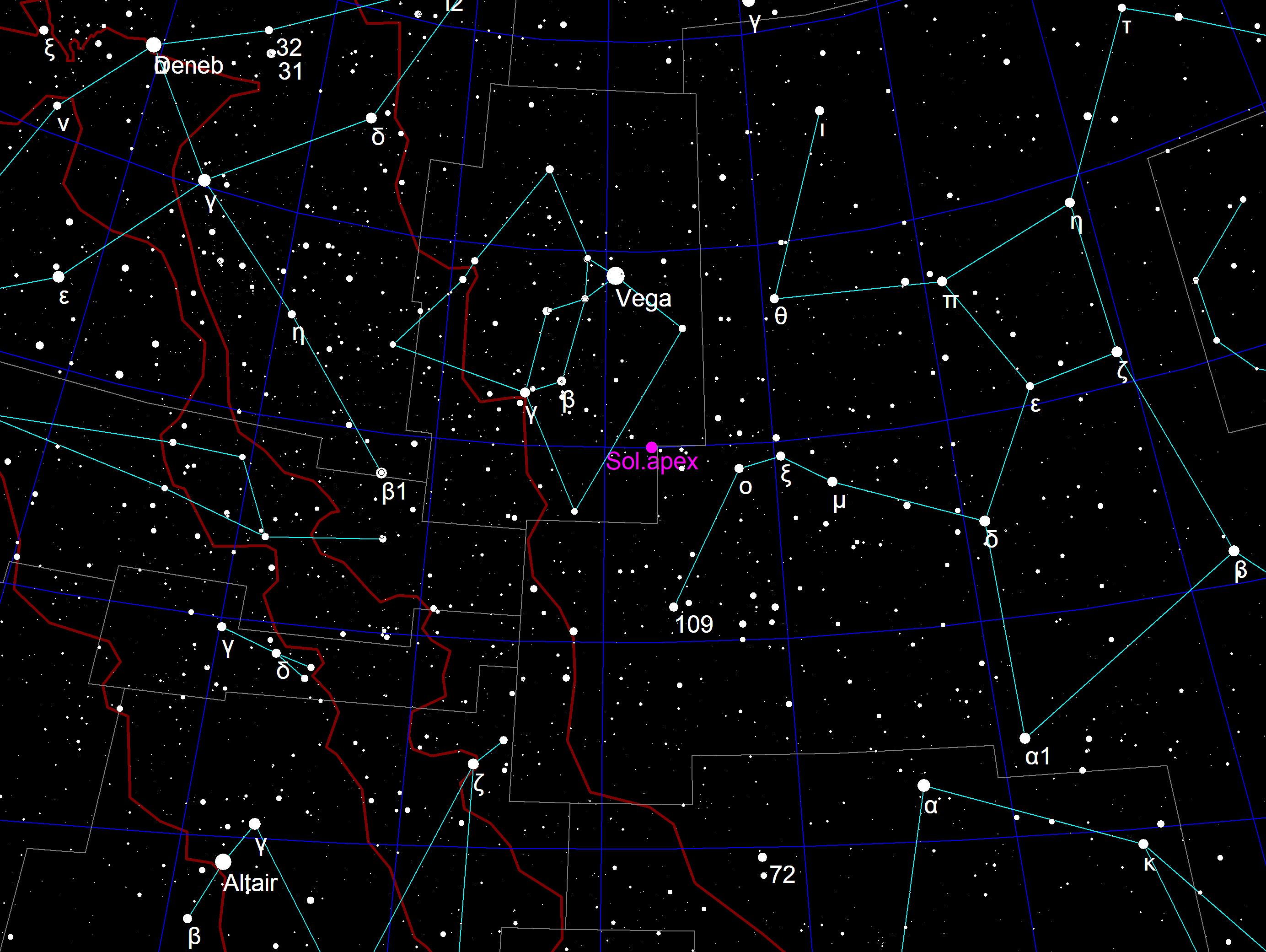
局所静止系 における太陽の運動方向である太陽向点は、ヘルクレス座ちこと座の間に位置している。座標は R.A. 18h28m、Dec. 30°N (Epoch J2000.0)。

オールトの雲形成に関する現在の理論モデルでは、オールトの雲に残ったものよりも3倍から100倍もの多くの彗星が星間空間に放出されたことを予測している。また、別のシミュレーションでは初期の 90-99% もの彗星が太陽系外に放出されたことが示唆されている。そのため、他の恒星系で形成された彗星も当然、同様にその系から散乱されていると考えられる。
恒星間彗星が存在する場合、それらは時おり太陽系内を通過するはずである。このような天体は太陽系に対してランダムな速度で接近すると考えられる。また太陽系は太陽向点に向かって運動しているため、太陽向点があるヘルクレス座の方向から大部分がやってくると考えられる。オウムアムアの発見以前は、太陽からの脱出速度を超える速度の彗星が発見されていなかったという事実から、星間空間における恒星間天体の数密度の上限値が推定されていた。Torbett による論文では、恒星間天体の数密度は1立方パーセクあたり 1013 個 (10兆個) を超えないと推定された。また LINEAR の観測データの解析からは、1立方天文単位あたり 4.5×10−4 個 (1立方パーセクあたり 1012 個) という上限値が求められていた。
オウムアムアが発見された後のデビッド・C・ジューイットらによるより最近の推定では、オウムアムアと同程度の 100 メートル程度の大きさを持つ恒星間天体の海王星軌道以内での定常的な存在個数はおよそ 1×104 個で、その領域への滞在時間は10年程度だと推定している。
恒星間彗星は、太陽系を通過する間に、おそらく稀ではあるが太陽を中心とした軌道に捕獲される場合がある。数値シミュレーションでは恒星間天体を太陽系内に捕獲するための十分な質量を持つ天体は木星のみであり、このような捕獲イベントは600万年に1回発生し得ることが示されている。マックホルツ第1彗星と百武彗星 (C/1996 B2) は、捕獲された恒星間天体である可能性がある例である。これらの彗星は太陽系内の彗星としては標準的ではない化学組成を持っている。

## 確認された天体

### オウムアムア

初めて確認された恒星間天体オウムアムアが太陽系を脱出する様子 (想像図)。

2017年10月19日に、パンスターズの望遠鏡によって見かけの等級が20の暗い天体が発見された。観測からは、この天体が明確な双曲線軌道にあり、太陽からの脱出速度よりも速いことが示され、この天体は太陽系に重力的に束縛されていない恒星間天体である可能性があることが示唆された。この天体は当初は彗星であると考えられたため C/2017 U1 という仮符号が与えられたが、10月25日には彗星活動を起こしている様子が見られなかったことから A/2017 U1 へと仮符号が変更された。
恒星間天体であることが確認された後に、名称は 1I/2017 U1 (ʻOumuamua) (あるいは 1I/ʻOumuamua) に変更された。"1" は1番目に発見された恒星間天体であること、"I" は恒星間を表す interstellar から、また "ʻOumuamua" は「斥候」や「遠方からの初めての使者」などの意味を持つハワイの言葉に由来している。
オウムアムアにはコマなどの彗星活動の特徴が見られないことから、故郷である恒星系の内側領域に起源を持つことが示唆され、岩石質の小惑星のように凍結線の内側で表面の揮発性物質を失い、我々の太陽系における彗星・小惑星遷移天体やダモクレス族のような天体である可能性がある。またこれはあくまで仮説ではあるが、オウムアムアは元々存在した恒星系を弾き出された後に宇宙線に長期間に渡って晒されたことによって表面の揮発性物質をすべて失い、厚い地殻が形成された可能性も指摘されている。
オウムアムアの離心率は 1.199 あり、これは発見当時は太陽系内のあらゆる天体に対して観測された中で最も大きな値であった。
2018年9月には、ある研究者らがオウムアムアの故郷である可能性がある複数の恒星系を絞り込んだと発表した。

### ボリソフ彗星 (2I/Borisov)
2019年8月30日にMARGOによって発見された観測史上2例目の恒星間天体。

### 3I/ATLAS
2025年7月1日にATLASによって発見された3例目の恒星間天体。

## 候補天体
2018年11月、ハーバード大学の天文学者 Amir Siraj と Avi Loeb は、天体の軌道要素の計算と、2017 SV13 や 2018 TL6 などのいくつかのケンタウルス族候補天体を元に、オウムアムア程度のサイズの恒星間天体は太陽系内に数百個存在するとの研究を発表した。これらは全て太陽を公転する軌道にあるが、遠い過去に捕獲されたものである可能性があるとしている。
2019年には、2014年にパプアニューギニア付近に落下した直径 0.9 メートルの火球 CNEOS 2014-01-08 の地球への進入速度が 44.8 km/s と非常に高速であったことから、この火球が軌道離心率 2.4 の双曲線軌道を持っていた恒星間天体である可能性が指摘され、2022年に3番目の恒星間天体として確認されたと発表された。しかし、地球への火球の進入速度が過大評価されている可能性が指摘されており、この火球が恒星間天体由来であるという仮説に対して異論を唱える研究も公表されている。